# Incilius ibarrai
Incilius ibarrai es una especie de anfibio anuro de la familia  de sapos Bufonidae. Se encuentra en Guatemala y zonas adyacentes de Honduras.  La especie esta amenazada por destrucción de hábitat.

## Distribución y hábitat
Su área de distribución es fragmentado e incluye el centrosur de Guatemala (incluso la Sierra de las Minas), y las regiones altas de Intibuca, Lempira y  Ocotepeque en Honduras.  
Su hábitat se compone de bosque de pino-encino y bosque húmedo montano. Su rango altitudinal oscila entre 1360 y 2020 m s. n. m..